# Mistrzostwa Ameryki Południowej w Chodzie Sportowym 2006
15. Mistrzostwa Ameryki Południowej w chodzie sportowym 2006 – zawody lekkoatletyczne rozegrane 8 i 9 kwietnia w Cochabambie w Boliwii.
Peruwiańczyk Edwin Centeno ustanowił rekord kraju w chodzie na 50 kilometrów – 4:13:10.

## Rezultaty

### Seniorzy

#### Mężczyźni
| Konkurencja:  | 1. miejsce       | Rezultat | 2. miejsce          | Rezultat | 3. miejsce    | Rezultat |
| Chód na 20 km | Jefferson Pérez  | 1:26:57  | Luis Fernando López | 1:27:16  | James Rendón  | 1:28:20  |
| Chód na 50 km | Segundo Peñafiel | 4:03:30  | Fausto Quinde       | 4:12:30  | Edwin Centeno | 4:13:10  |

#### Kobiety
| Konkurencja:  | 1. miejsce      | Rezultat | 2. miejsce   | Rezultat | 3. miejsce    | Rezultat |
| Chód na 20 km | Geovanna Irusta | 1:41:20  | Miriam Ramón | 1:43:32  | Sandra Zapata | 1:45:58  |

### Juniorzy

#### Mężczyźni
| Konkurencja:  | 1. miejsce       | Rezultat | 2. miejsce      | Rezultat | 3. miejsce       | Rezultat |
| Chód na 10 km | Juan Manuel Cano | 45:39    | José Luis Muńoz | 45:59    | Mauricio Arteaga | 46:20    |

#### Kobiety
| Konkurencja:  | 1. miejsce       | Rezultat | 2. miejsce   | Rezultat | 3. miejsce      | Rezultat |
| Chód na 10 km | Ingrid Hernández | 52:19    | Anlly Pineda | 52:34    | Claudia Cornejo | 52:41    |

### Juniorzy młodsi

#### Mężczyźni
| Konkurencja:  | 1. miejsce | Rezultat | 2. miejsce      | Rezultat | 3. miejsce       | Rezultat |
| Chód na 10 km | Jorge Ruíz | 46:57    | Samuel Babativa | 50:09    | Exequiel Segovia | 51:13    |

#### Kobiety
| Konkurencja: | 1. miejsce      | Rezultat | 2. miejsce   | Rezultat | 3. miejsce     | Rezultat |
| Chód na 5 km | Claudia Cornejo | 25:04    | Anlly Pineda | 25:13    | Magaly Bonilla | 27:00    |